# 阮克普
阮克普（越南语：／，？—？），越南阮朝官員、舉人。

## 生平
阮克普是興安省东安县平湖社人，父親是明命六年鄉貢阮克宅。弟阮克煒、阮克講也都中舉人。
官至知府。